# Dictyocaulus arnfieldi
Dictyocaulus arnfieldi är en rundmaskart som först beskrevs av Thomas Spencer Cobbold 1884.  Dictyocaulus arnfieldi ingår i släktet Dictyocaulus och familjen Dictyocaulidae. Inga underarter finns listade i Catalogue of Life.